# Кловська площа
Кло́вська пло́ща — площа в Печерському районі міста Києва, історична місцевість Клов.
Розташована на перетині вулиць Мечникова та Леоніда Первомайського.

## Історія
Площа виникла в середині XX століття під час забудови району, але не мала назви. 
Сучасна назва — з 2021 року, від однойменної місцевості.

## Забудова
1989 року тут був відкритий вихід до станції метро «Кловська», а 11 вересня 2005 року на площі було відкрито пам'ятний знак жертвам тероризму, який являє собою розколоте навпіл серце (понад 5 метрів заввишки), у центрі якого — камертон.

## Зображення

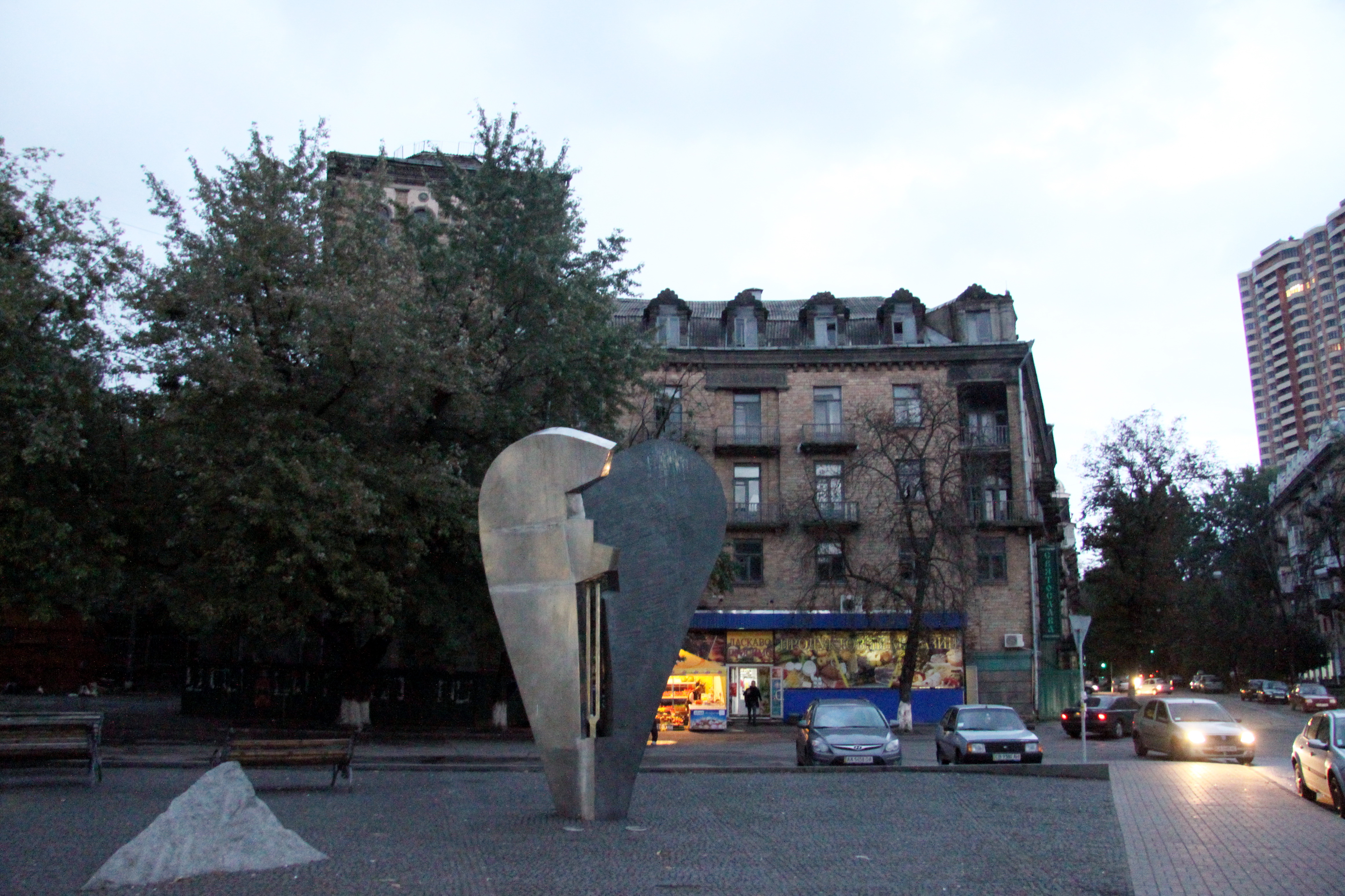
Пам'ятний знак жертвам тероризму
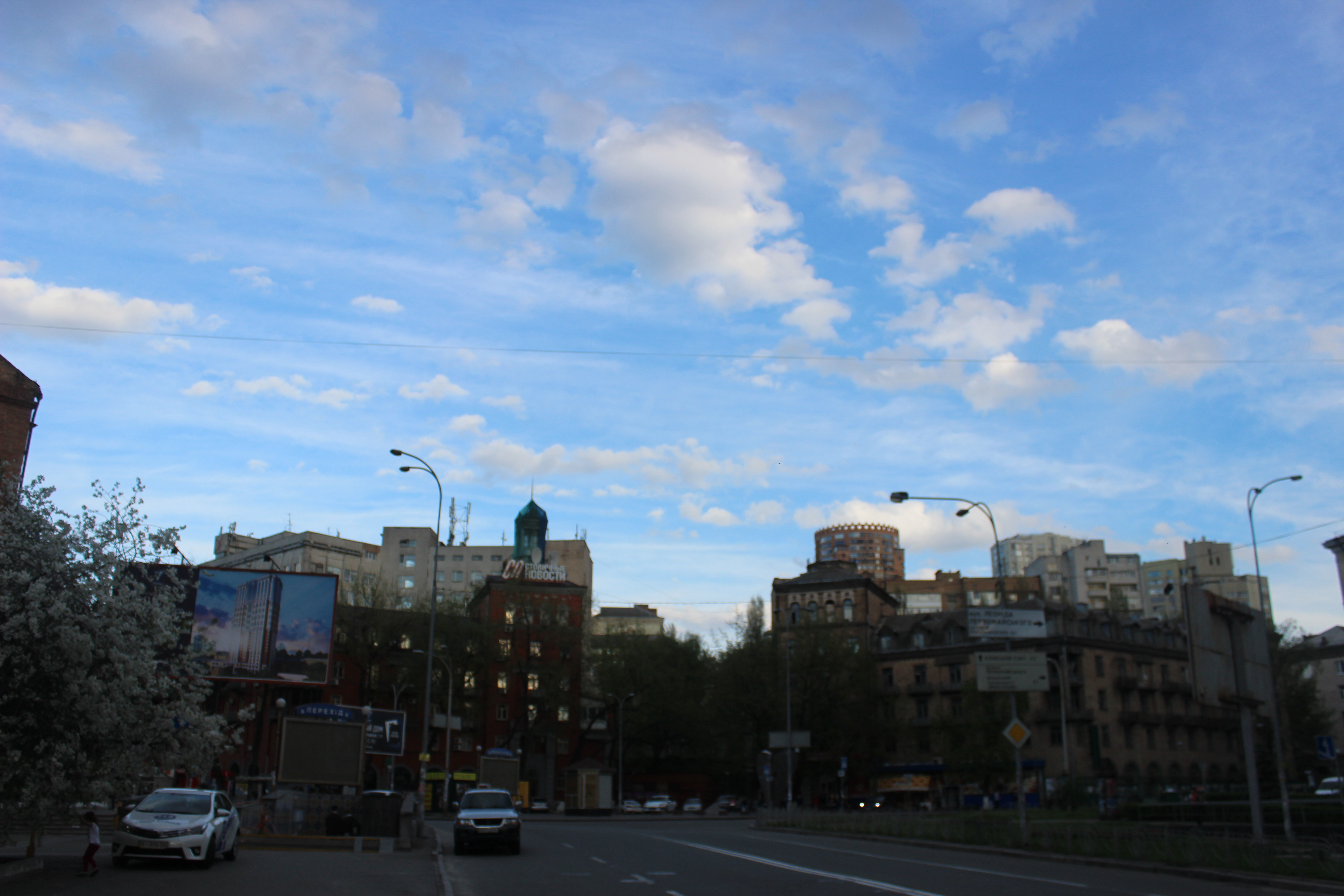
Загальний вид на площу
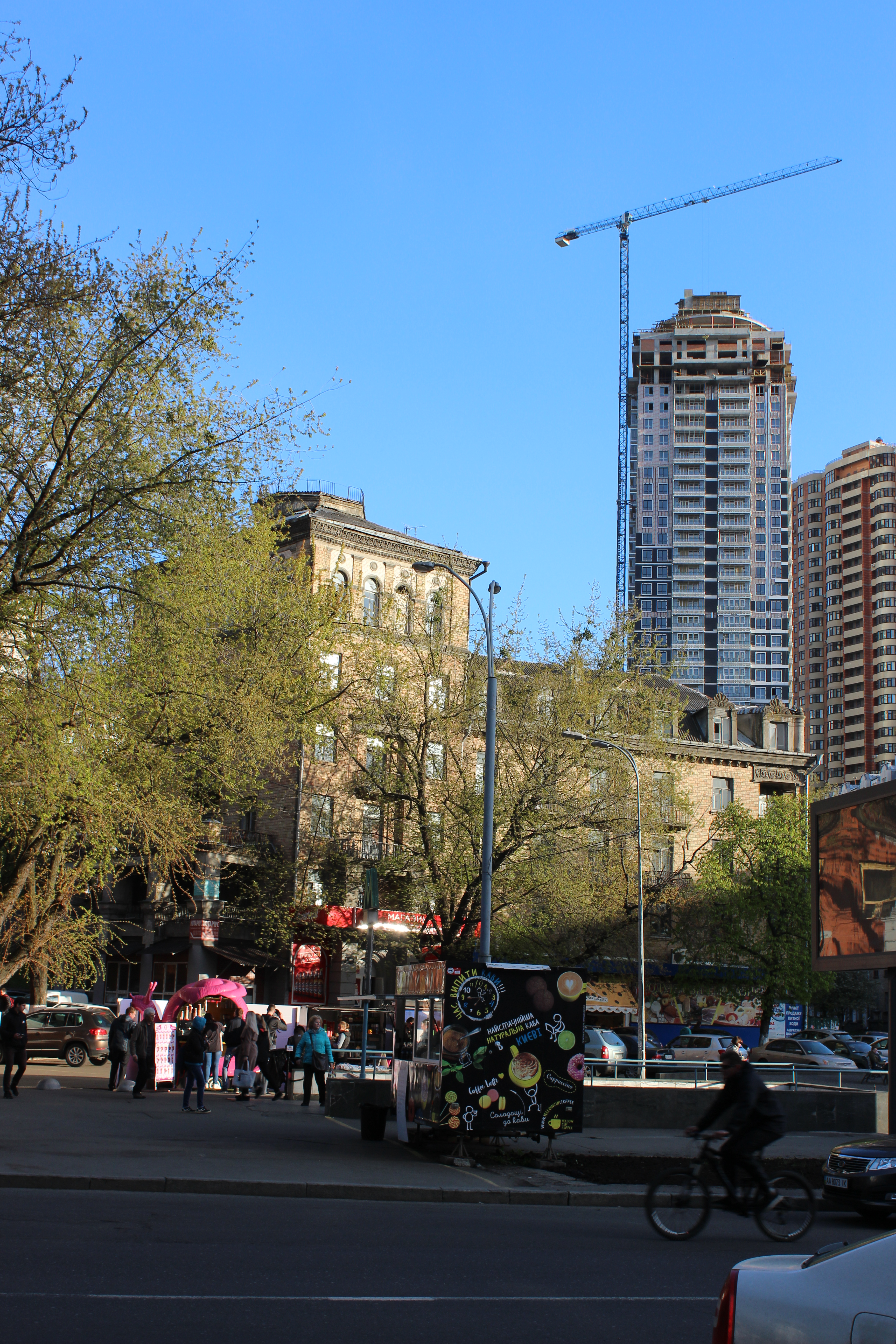
Вхід до метро
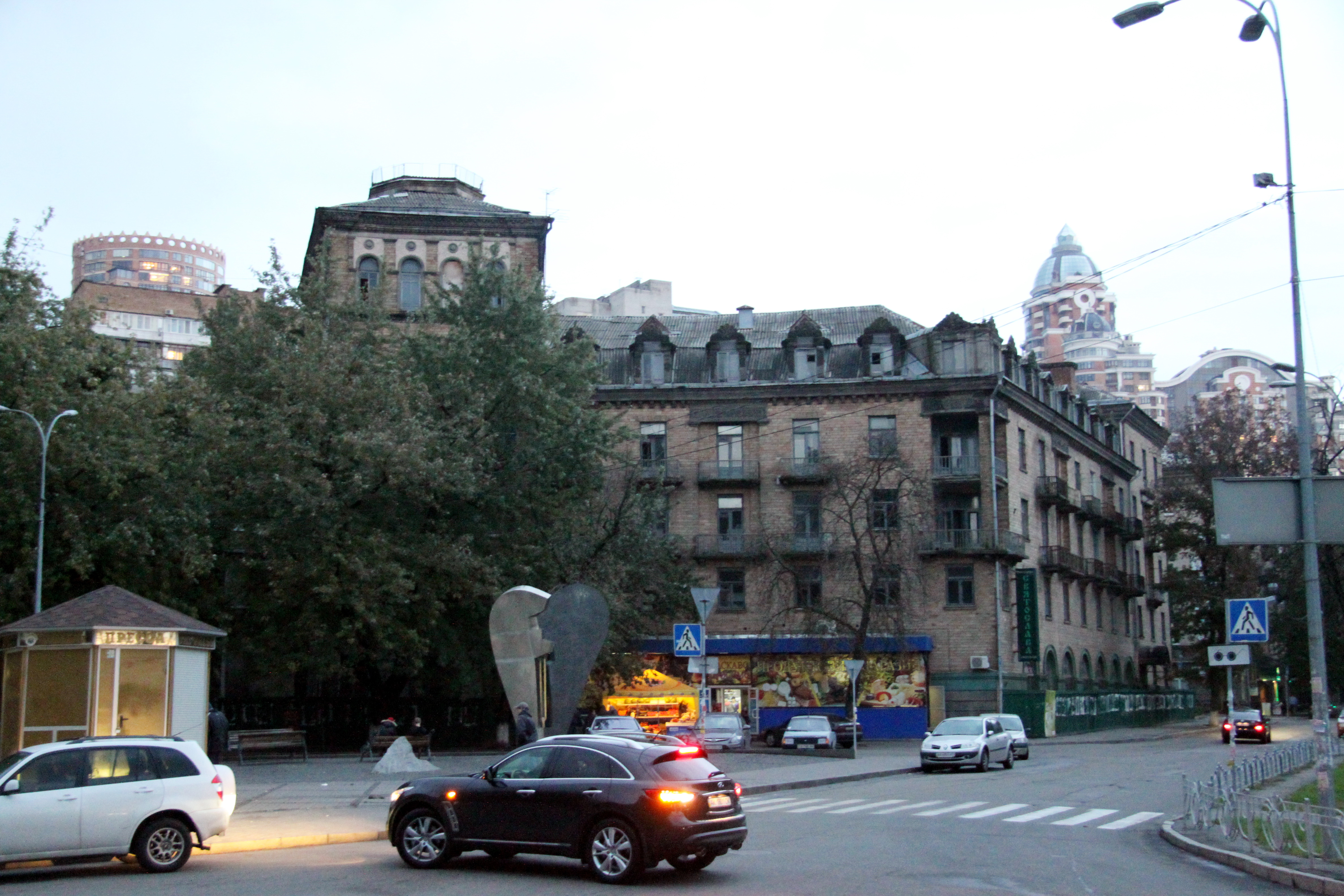
Вид в сторону вул. Леоніда Первомайського